# Jolly Rogers
Jolly Rogers ist ein Mittellangfilm von Alexander Schröder und Marcus Hafner aus dem Jahr 2022. Der Film entstand als Abschlussarbeit im Rahmen des Studiums Mediengestaltung und Produktion an der Hochschule Offenburg.

## Handlung
Samuel und Theo sind zwei in Vietnam gestrandete Deutsche. Lethargisch und schwitzend fristen sie ihre Zeit in der Bar „Jolly Rogers“, ein Ort, an dem jegliches Zeitgefühl abhandengekommen ist. In losen Gedankenketten philosophieren die beiden über ihre ursprünglichen, gescheiterten Lebenspläne und dass sie jetzt endlich den großen Coup landen wollen. Während sie darauf warten, treffen sie auf die verschrobenen Gäste der Bar und werden in so manche absonderliche Begegnung verwickelt.

## Hintergrund
- Der Film wurde innerhalb von vierzehn Tagen Anfang Oktober 2018 im Schwarzwald in Waldkirch gedreht. Hinzu kamen vier Nachdrehtage im Jahr 2019. Die Produktionskosten beliefen sich dabei auf rund 20.000 Euro.[1]
- Die Postproduktion fand von 2019 bis 2021 statt. Anfang des Jahres 2022 war der Film schließlich fertig gestellt und wurde veröffentlicht.
- Die Handlung des Films basiert lose auf dem Theaterstück Warten auf Godot von Samuel Beckett.
- Teile des im Film zu sehenden TV-Programms wurden auf dem Messegelände während der „Frühjahrsmess“ in Freiburg im Breisgau gedreht.

## Auszeichnungen
- 2022: SENSEI Tokyo Filmfest, Gewinner in der Kategorie Best Horror or Thriller sowie Best Lead Actor (Malte Thomsen)
- 2022: Filmhaus Berlin, Gewinner in den Kategorien Best Film (Medium-Length), Best Cult, Best Student Film sowie den Darsteller Preisen  Best Lead Actor (Malte Thomsen), Best Supporting Actor (Thomas Arnold), Best Supporting Actress (Lilli Lorenz) sowie Best Esemble Cast[2]